# Callosciurus baluensis
Callosciurus baluensis är en däggdjursart som först beskrevs av Bonhote 1901.  Den ingår i släktet praktekorrar och familjen ekorrar. IUCN kategoriserar arten globalt som livskraftig. Inga underarter finns listade.

## Beskrivning
Pälsen på ovansidan är gråsvart med en rödaktig skiftning på ansikte och ben. Den har korta, vita och svarta längsstrimmor. Buksidan är mörkröd, ibland med en mörk mittlinje. Medellängden är drygt 24 cm, ej inräknat den omkring 25 cm långa svansen. Vikten är omkring 370 g.

## Utbredning
Denna praktekorre förekommer på norra Borneo i de malaysiska delstaterna Sabah och Sarawak.

## Ekologi
Habitatet utgörs av både urskog och kulturskog, framför allt med ek och kastanj. Den förekommer också i jordbruksmark. Arten är dagaktiv och vistas i bergen på höjder över 300 m, vanligtvis mellan 1 000 och 1 980 m. Den lever främst i trädkronorna, men kan ibland även röra sig på marken.